# Grande Fratello (prima edizione)
La prima edizione del reality show Grande Fratello è andata in onda in diretta in prima serata su Canale 5 dal 14 settembre al 21 dicembre 2000. Durata 99 giorni, è stata condotta da Daria Bignardi con la partecipazione dell'inviato Marco Liorni, presente sulla passerella antistante la porta d'ingresso della casa.
Importato dal format Endemol olandese Big Brother, il programma prevedeva di rinchiudere in una casa per 99 giorni un gruppo di dieci persone comuni che non si conoscevano, la cui convivenza veniva spiata costantemente dalle telecamere, dai microfoni e, quindi, dal pubblico, che a sua volta decideva attraverso il televoto chi bocciare e chi mandare avanti nel prosieguo del gioco. I confronti, i discorsi, le relazioni e tutto ciò che accadeva all'interno della casa poteva essere seguito su più fronti: era infatti disponibile la diretta costante per tutta la durata del gioco su Stream TV, mentre alcune strisce contenenti i fatti salienti venivano trasmesse in vari orari su Canale 5. Era possibile seguire la trasmissione anche sul portale di Internet Jumpy e acquistando ogni sabato in edicola la rivista ufficiale della trasmissione.
Ogni due settimane, i concorrenti dovevano effettuare le nomination, indicando i due concorrenti meno simpatici. I più votati andavano al voto del pubblico, che, tramite apposito televoto, decideva l'eliminato di turno. Così fino alla battute finali e fino alla proclamazione del vincitore, sempre deciso dal pubblico.
Partita con un risultato d'ascolti non esaltante, con poco più di cinque milioni di telespettatori nella prima puntata del 14 settembre 2000, la prima edizione del primo reality show andato in onda in Italia ha ottenuto via via maggior successo nel corso delle successive puntate, sfiorando il tetto dei dieci milioni di spettatori nell'ottava puntata e crescendo ancora fino a terminare, il 21 dicembre, con ben 16 milioni di spettatori, con un pubblico quasi triplicato rispetto alla puntata d'esordio.
Il grande riscontro ottenuto da questa prima edizione, per contro sommersa anche dalle critiche, ha aperto la strada a un genere televisivo innovativo ma anche controverso qual è quello del reality show, che ha fortemente mutato l'intero costume e società italiana, televisiva e non. Il successo del Grande Fratello è testimoniato anche dal proliferare di parodie dello stesso su varie emittenti regionali, come Il piccolo cugino sulla romana T9, e anche dalla messa in scena di uno spettacolo teatrale dal titolo Il grande sfracello, portato in scena da Max Giusti e Selvaggia Lucarelli oppure la trasmissione radiofonica Grande Sorella su Radio Elle in Puglia.
L'edizione è stata successivamente riproposta sull'emittente televisiva del digitale terrestre La5, dove è stata trasmessa sia con le puntate di prima serata sia con le strisce quotidiane dal 13 maggio 2010. La trasmissione è stata sospesa a partire dal 29 giugno 2010 a causa della prematura scomparsa di Pietro Taricone, uno dei principali concorrenti della prima edizione.
L'edizione è stata vinta da Cristina Plevani, che si è aggiudicata il montepremi di 250 000 000 di lire.

## Concorrenti
Dopo un giorno di segregazione in hotel, il 14 settembre 2000 sono entrati nella casa i dieci protagonisti della prima edizione. Questa è l'unica edizione in cui nessun concorrente è entrato a gioco iniziato, e anche quella con il minor numero di concorrenti.
L'età dei concorrenti si riferisce al momento dell'ingresso nella casa.
| Concorrente                 | Età     | Professione | Luogo di nascita | Stato                |
| --------------------------- | ------- | ----------- | ---------------- | -------------------- |
| Cristina Plevani            | 28 anni | Bagnina     | Iseo             | Vincitrice           |
| Salvatore "Salvo" Veneziano | 25 anni | Pizzaiolo   | Siracusa         | Secondo classificato |
| Pietro Taricone             | 25 anni | Studente    | Frosinone        | Terzo classificato   |
| Rocco Casalino              | 28 anni | Ingegnere   | Frankenthal      | Eliminato            |
| Maria Antonietta Tilloca    | 27 anni | Artista     | Alghero          | Eliminata            |
| Marina La Rosa              | 23 anni | Studentessa | Messina          | Eliminata            |
| Sergio Volpini              | 25 anni | Surfista    | Ancona           | Eliminato            |
| Lorenzo Battistello         | 27 anni | Cuoco       | Vicenza          | Eliminato            |
| Roberta Beta                | 35 anni | Impiegata   | Milano           | Eliminata            |
| Francesca Piri              | 24 anni | Studentessa | Galatina         | Eliminata            |

## Tabella delle nomination
|                  | Settimane 1/2               | Settimane 3/4             | Settimane 5/6             | Settimane 7/8            | Settimane 9/10            | Settimane 11/12                    | Settimana 13                | Ultima settimana                 | Numero totale di nomination |
| ---------------- | --------------------------- | ------------------------- | ------------------------- | ------------------------ | ------------------------- | ---------------------------------- | --------------------------- | -------------------------------- | --------------------------- |
| Cristina         | Francesca Roberta           | Pietro Roberta            | Lorenzo Marina            | Marina Rocco             | Marina Rocco              | Rocco Salvo                        | Pietro Rocco                | Vincitrice (Giorno 99)           | 15                          |
| Salvo            | Marina Roberta              | Maria Antonietta Roberta  | Lorenzo Sergio            | Cristina Sergio          | Cristina Marina           | Cristina Maria Antonietta          | Pietro Rocco                | Secondo classificato (Giorno 99) | 5                           |
| Pietro           | Maria Antonietta Roberta    | Marina Roberta            | Lorenzo Maria Antonietta  | Cristina Sergio          | Maria Antonietta Marina   | Cristina Maria Antonietta          | Cristina Salvo              | Terzo classificato (Giorno 99)   | 9                           |
| Rocco            | Maria Antonietta Roberta    | Pietro Roberta            | Cristina Sergio           | Cristina Sergio          | Cristina Maria Antonietta | Cristina Maria Antonietta          | Cristina Salvo              | Eliminato (Giorno 92)            | 9                           |
| Maria Antonietta | Roberta Sergio              | Marina Salvo              | Lorenzo Marina            | Marina Rocco             | Marina Rocco              | Pietro Rocco                       | Eliminata (Giorno 85)       | Eliminata (Giorno 85)            | 9                           |
| Marina           | Roberta Sergio              | Pietro Roberta            | Cristina Sergio           | Cristina Sergio          | Cristina Salvo            | Eliminata (Giorno 71)              | Eliminata (Giorno 71)       | Eliminata (Giorno 71)            | 15                          |
| Sergio           | Francesca Roberta           | Pietro Roberta            | Lorenzo Marina            | Marina Rocco             | Eliminato (Giorno 57)     | Eliminato (Giorno 57)              | Eliminato (Giorno 57)       | Eliminato (Giorno 57)            | 11                          |
| Lorenzo          | Francesca Roberta           | Pietro Roberta            | Cristina Sergio           | Eliminato (Giorno 43)    | Eliminato (Giorno 43)     | Eliminato (Giorno 43)              | Eliminato (Giorno 43)       | Eliminato (Giorno 43)            | 6                           |
| Roberta          | Marina Pietro               | Lorenzo Marina            | Eliminata (Giorno 29)     | Eliminata (Giorno 29)    | Eliminata (Giorno 29)     | Eliminata (Giorno 29)              | Eliminata (Giorno 29)       | Eliminata (Giorno 29)            | 16                          |
| Francesca        | Roberta Sergio              | Eliminata (Giorno 15)     | Eliminata (Giorno 15)     | Eliminata (Giorno 15)    | Eliminata (Giorno 15)     | Eliminata (Giorno 15)              | Eliminata (Giorno 15)       | Eliminata (Giorno 15)            | 3                           |
| Annotazioni      | Vedi nota 1                 | Nessuna                   | Nessuna                   | Nessuna                  | Nessuna                   | Nessuna                            | Vedi nota 2                 | Vedi nota 3                      |                             |
| Nominati         | Francesca Roberta Sergio    | Pietro Roberta            | Lorenzo Sergio            | Cristina Sergio          | Cristina Marina           | Cristina Maria Antonietta          | Cristina Pietro Rocco Salvo | Cristina Pietro Salvo            |                             |
| Ritirati         | Nessuno                     | Nessuno                   | Nessuno                   | Nessuno                  | Nessuno                   | Nessuno                            | Nessuno                     | Nessuno                          |                             |
| Espulsi          | Nessuno                     | Nessuno                   | Nessuno                   | Nessuno                  | Nessuno                   | Nessuno                            | Nessuno                     | Nessuno                          |                             |
|                  |                             |                           |                           |                          |                           |                                    |                             |                                  |                             |
| Eliminati        | Francesca 66% per eliminare | Roberta 58% per eliminare | Lorenzo 54% per eliminare | Sergio 65% per eliminare | Marina 83% per eliminare  | Maria Antonietta 51% per eliminare | Rocco 55% per eliminare     | Pietro 15% per vincere           |                             |
| Eliminati        | Francesca 66% per eliminare | Roberta 58% per eliminare | Lorenzo 54% per eliminare | Sergio 65% per eliminare | Marina 83% per eliminare  | Maria Antonietta 51% per eliminare | Rocco 55% per eliminare     | Salvo 25% per vincere            |                             |
| Eliminati        | Francesca 66% per eliminare | Roberta 58% per eliminare | Lorenzo 54% per eliminare | Sergio 65% per eliminare | Marina 83% per eliminare  | Maria Antonietta 51% per eliminare | Rocco 55% per eliminare     | Cristina 60% per vincere         |                             |

- Nota 1: Roberta risulta, con 9 voti, la più votata. Sergio e Francesca, entrambi con tre voti, vanno entrambi al televoto a seguito del pari merito.
- Nota 2: I quattro finalisti decidono di mettersi d'accordo per andare tutti al televoto. Daria Bignardi scopre il sistema e minaccia di annullare le nomination, che vengono tuttavia confermate.
- Nota 3: Il voto del pubblico non è più per "chi vuoi eliminare" ma per "chi vuoi che vinca"

## Episodi di particolare rilievo

Il cast prima dell'ingresso nella casa, 14 settembre 2000

- Il primo giorno all'interno della casa tutti i concorrenti, ad eccezione di Lorenzo e Pietro, hanno recitato L'eterno riposo per Derek Rocco Barnabei, uomo statunitense di origini italiane giustiziato proprio nel giorno della partenza del programma[8].
- All'alba del quinto giorno di permanenza, Pietro e Cristina hanno avuto un rapporto sessuale nascosti dietro una tenda che ha fatto discutere l'opinione pubblica. I due si erano scambiati il primo bacio il giorno precedente[9].
- Per festeggiare il cinquantesimo giorno di permanenza, dunque esattamente a metà programma, è stata concessa la possibilità, per un solo concorrente estratto a sorte, di parlare con i propri affetti presenti nello studio dove si svolgeva la diretta settimanale; il fortunato è stato Rocco, che ha potuto parlare con dei suoi amici[10].
- Il 5 novembre sono state tentate più intrusioni all'interno della casa da parte di altre trasmissioni televisive e non solo: la trasmissione calcistica Quelli che il calcio ha tentato di comunicare i risultati delle partite calcistiche utilizzando una mongolfiera e sorvolando l'area del giardino dell'abitazione di Cinecittà; il Grande Fratello ha comunque sventato il tentativo, contrario alle regole del gioco, diffondendo musica ad alto volume nella casa in modo da coprire le parole pronunciate al megafono e intimando ai concorrenti di non uscire in giardino, pena la squalifica[11].
- Pochi giorni dopo la prima incursione, Striscia la notizia è invece riuscita nel tentativo di comunicare con gli occupanti della casa: tramite un elicottero radiocomandato, la trasmissione di Antonio Ricci ha infatti consegnato loro un Tapiro d'oro con allegato un messaggio in cui veniva spiegato che secondo alcuni studi i microfoni senza fili che erano costretti a indossare per tutta la giornata, tranne nelle ore del sonno, erano potenzialmente pericolosi e minavano la fertilità degli uomini, rischiando di causarne l'impotenza. Nonostante fosse stato imposto dalla regia ai concorrenti di non leggere il messaggio, Pietro ha disobbedito al comando e, venendo a sapere la notizia, ha minacciato di voler abbandonare volontariamente la casa, preoccupato per la sua salute, senza poi farlo realmente[12].
- Nella prima edizione furono ospitati anche degli animali all'interno della casa: a parte le galline, chiuse nel pollaio in giardino, ed un pappagallo, ai ragazzi è stata affidata una cagnetta di razza labrador, a cui è stato dato il nome di Daria, in onore della presentatrice del programma Daria Bignardi. L'ingresso dell'animale ha provocato le proteste degli animalisti[13].
- Roberta Beta ha incassato il record di voti per la prima nomination: venne votata da tutti i suoi compagni.
- La puntata finale ottenne un ascolto medio di 16 milioni di spettatori (pari al 60% di share)[14]. La prima puntata aveva registrato invece appena poco più di cinque milioni di spettatori, con circa il 25% di share[8].

## Il diario del Grande Fratello
Soltanto in quest'edizione, allo scadere di ogni mese di permanenza all'interno della casa veniva trasmesso uno speciale condotto da Marco Liorni in cui venivano proposti alcuni momenti inediti di intimità nel confessionale, con le confidenze dei ragazzi al Grande Fratello, e collegamenti con la casa all'insaputa dei reclusi. Venivano inoltre riproposti momenti di particolare rilievo del mese appena trascorso nella casa.

### Ascolti delDiario del Grande Fratello
Furono realizzate tre puntate che vennero trasmesse il mercoledì in prima serata su Canale 5.
| Puntata | Messa in onda    | Telespettatori | Share  |
| ------- | ---------------- | -------------- | ------ |
| 1       | 18 ottobre 2000  | 5 707 000      | 21,74% |
| 2       | 15 novembre 2000 | 5 374 000      | 20,56% |
| 3       | 13 dicembre 2000 | 6 672 000      | 26,26% |
| Media   | Media            | 5 917 667      | 22,85% |

## Ascolti
| Puntata    | Messa in onda     | Telespettatori | Share  |
| ---------- | ----------------- | -------------- | ------ |
| 1          | 14 settembre 2000 | 5 452 000      | 24,78% |
| 2          | 21 settembre 2000 | 7 445 000      | 28,98% |
| 3          | 28 settembre 2000 | 8 009 000      | 31,23% |
| 4          | 5 ottobre 2000    | 7 965 000      | 30,71% |
| 5          | 12 ottobre 2000   | 9 641 000      | 34,95% |
| 6          | 19 ottobre 2000   | 8 656 000      | 32,36% |
| 7          | 26 ottobre 2000   | 9 468 000      | 35,62% |
| 8          | 2 novembre 2000   | 9 884 000      | 37,38% |
| 9          | 9 novembre 2000   | 10 269 000     | 36,83% |
| 10         | 16 novembre 2000  | 9 820 000      | 36,36% |
| 11         | 23 novembre 2000  | 11 684 000     | 42,99% |
| 12         | 30 novembre 2000  | 10 528 000     | 39,57% |
| 13         | 7 dicembre 2000   | 10 336 000     | 38,76% |
| Semifinale | 14 dicembre 2000  | 12 103 000     | 44,58% |
| Finale     | 21 dicembre 2000  | 16 019 000     | 59,97% |
| Media      | Media             | 9 818 000      | 37,00% |